# Station Buire-sur-l'Ancre
Station Buire-sur-l'Ancre is een spoorwegstation in de Franse gemeente Buire-sur-l'Ancre.